# Challenger de Cherburgo 2014
El torneo Challenger La Manche 2014, fue un torneo profesional de tenis. Perteneció al ATP Challenger Tour 2014. Se disputó su 21.ª edición sobre superficie dura, en Cherburgo-Octeville, Francia entre el 24 de febrero y el 2 de marzo de 2014.

## Jugadores participantes del cuadro de individuales
| Favorito | País                    | Jugador               | Rank1 | Posición en el torneo |
| -------- | ----------------------- | --------------------- | ----- | --------------------- |
| 1        | Bandera de Francia      | Kenny de Schepper     | 83    | CAMPEÓN               |
| 2        | Bandera de Alemania     | Dustin Brown          | 94    | Cuartos de final      |
| 3        | Bandera del Reino Unido | Daniel Evans          | 124   | Primera ronda         |
| 4        | Bandera de Francia      | Marc Gicquel          | 131   | Primera ronda         |
| 5        | Bandera de Francia      | Pierre-Hugues Herbert | 134   | Segunda ronda         |
| 6        | Bandera de Lituania     | Ričardas Berankis     | 149   | Semifinales           |
| 7        | Bandera de Italia       | Marco Cecchinato      | 167   | Segunda ronda         |
| 8        | Bandera de Francia      | Vincent Millot        | 170   | Segunda ronda         |

| Posición en el torneo   |
| ----------------------- |
| Primera y segunda ronda |
| Cuartos de final        |
| Semifinales             |
| FINAL                   |
| CAMPEÓN                 |

- 1 Se ha tomado en cuenta el ranking del día 17 de febrero de 2014.

### Otros participantes
Los siguientes jugadores recibieron una invitación (wild card), por lo tanto ingresan directamente al cuadro principal (WC):
- Lucas Pouille
- Axel Michon
- Albano Olivetti

Los siguientes jugadores ingresan al cuadro principal tras disputar el cuadro clasificatorio (Q):
- Taro Daniel
- Jules Marie
- Laurynas Grigelis
- Florent Serra

Los siguientes jugadores ingresan al cuadro principal con ranking protegido (PR):
- Simone Bolelli
- Gilles Müller

Los siguientes jugadores ingresan al cuadro principal como exención especial (SE):
- Nikoloz Basilashvili

## Jugadores participantes en el cuadro de dobles

### Cabezas de serie
| Favorito | País                    | Jugador        | País                      | Jugador         | Rank1 | Posición en el torneo |
| -------- | ----------------------- | -------------- | ------------------------- | --------------- | ----- | --------------------- |
| 1        | Bandera de Croacia      | Marin Draganja | Bandera de Croacia        | Mate Pavić      | 118   | Semifinales           |
| 2        | Bandera del Reino Unido | Ken Skupski    | Bandera del Reino Unido   | Neal Skupski    | 142   | Primera ronda         |
| 3        | Bandera de Australia    | Rameez Junaid  | Bandera de Alemania       | Philipp Marx    | 156   | Primera ronda         |
| 4        | Bandera de Alemania     | Dustin Brown   | Bandera de Estados Unidos | Austin Krajicek | 171   | Cuartos de final      |

- 1 Se ha tomado en cuenta el ranking del día 17 de febrero de 2014.

## Campeones

### Individual Masculino
- Kenny de Schepper derrotó en la final a  Norbert Gomboš, 3–6, 6–2, 6–3

### Dobles Masculino
- Henri Kontinen /  Konstantin Kravchuk derrotaron en la final a  Pierre-Hugues Herbert /  Albano Olivetti, 6–4, 6–73, [10–7]